# Terry Scott
Terry Scott (Watford, Inglaterra, 4 de mayo de 1927 - Godalming, Inglaterra, 26 de julio de 1994) fue un actor y humorista británico, conocido por sus actuaciones en siete filmes de la serie Carry On. 

## Biografía
Su verdadero nombre era Owen John Scott, y nació en Watford, Inglaterra. Estudió en la Watford Field Junior School y en la Watford Grammar School for Boys. Más adelante estudió contabilidad y sirvió en la Royal Navy durante la Segunda Guerra Mundial. Junto a Bill Maynard actuó en los Campamentos de Vacaciones Butlin en Skegness, y también con él trabajó en la serie televisiva "Great Scott, It's Maynard!". En los inicios de la década de 1960 se hizo muy conocido entre los televidentes gracias a su papel junto a Hugh Lloyd en el show Hugh and I. Scott actuó más adelante con Lloyd en la sitcom de 1969 The Gnomes of Dulwich.
Scott es recordado sobre todo por protagonizar varias temporadas de la comedia Happy Ever After, así como su sucesora, Terry and June. Junto con su coprotagonista, June Whitfield, participó también en la versión cinematográfica de Bless This House.
Scott hizo un pequeño papel en el primer film de la serie cinematográfica Carry On, Carry On Sergeant, en 1958. En 1968 volvió a la serie con un papel en Carry On Up the Khyber (1968), interpretando primeros papeles en seis de las películas. 
Grabó un disco, "My Brother" (escrito por Mitch Murray), que se emitió con regularidad en la emisora radiofónica BBC (en particular en el programa de Ed Stewart "Junior Choice". Después, en la década de 1980, Scott dio voz al personaje de Penfold el hámster en la serie de dibujos animados Danger Mouse. 
Terry Scott tuvo problemas de salud durante muchos años. En 1979 fue intervenido a vida o muerte tras sufrir una hemorragia. También estuvo afectado de parálisis, debiendo llevar un collarín, incluso en televisión. Cuando Terry and June fue suprimido en 1987, Scott sufrió una crisis nerviosa. El ataque se debió en parte a su confesión pública de haber mantenido relaciones extramatrimoniales mientras estaba casado con la antigua bailarina Maggie Pollen, con la cual contrajo matrimonio en 1957 y con la que tuvo cuatro hijas.
Scott falleció a causa de un cáncer en 1994, en Godalming, Inglaterra.

## Filmografía (parcial)
- Blue Murder at St Trinian's (1957)
- I'm All Right Jack (1959)
- The Night We Got the Bird (1961)
- Murder Most Foul (1964)
- Doctor in Clover (1966)
- The Great St Trinian's Train Robbery (1966)
- Carry On up the Khyber (1968)
- Carry On Camping (1969)
- Carry On Loving (1970)
- Carry On Henry (1970)
- Carry On Matron (1971)
- Bless This House (1972)
- Danger Mouse (1981)